# ロトとその娘たち (ジェンティレスキ、1622年)
『ロトとその娘たち』（ロトとそのむすめたち、伊: Lot e le sue figlie、独: Lot und seine Töchter 、英: Lot and His Daughters）は、17世紀イタリア・バロック期の画家オラツィオ・ジェンティレスキが1622年にキャンバス上に油彩で制作した絵画である。『旧約聖書』中の「創世記」 (18章16-19) に記述されるロトとその娘たちの逸話を題材としている。ロサンゼルスのJ・ポール・ゲティ美術館、ベルリン絵画館 、オタワのカナダ国立美術館に同主題の構図を持つ3点のヴァージョンがある。ほかにも、異なる構図で1628年に描かれた『ロトとその娘たち』がスペインのビルバオ美術館に所蔵されている。

## 作品
ジェンティレスキはピサの出身であったが、1576年ごろに移り住んだローマで1600年ごろからバロック絵画の巨匠カラヴァッジョの力強い自然主義を取り入れ、カラヴァッジョ様式の追随者（カラヴァッジェスキ）の1人となった。しかし、ジェンティレスキは決して妥協のないカラヴァッジョ様式を全面的には受け入れず、自身の故郷であるトスカーナ地方の詩的で洗練された美学を維持し、非常に明るい寒色と暖色を融合した豊かな色彩をカラヴァッジョ様式と組み合わせた。
「創世記」の記述によると、ソドムとゴモラの町は悪徳と淫乱に満ちていた。ロトが移り住んでいたソドムは男色がはびこっていたため、神はゴモラとともに滅ぼそうとした。それを聞いたアブラハムはロトを救うために必死で神と交渉する。神は、ソドムを滅ぼす前に2人の天使を派遣して、様子を見ることにした。
ロトに歓待された天使たちは、彼に神がソドムを滅ぼそうとしているので、すぐ脱出しなくてはならないことを告げる。そして、ロトとその妻、娘たちに脱出する際、決して後ろを振り返ってはならないと忠告した。ロットの家族がソドムを去ると、神は硫黄と火をソドムとゴモラに降らせ、2つの町を焼き尽くした。この時、ロトの妻だけは後ろを振り返ってしまったので、塩の柱となってしまう。ロトと2人の娘たちは山の洞窟に身を寄せ、なんとか生き延びることができた。その後、ロトの娘たちは子孫が絶えることを危惧して、それぞれ父親を酔わせて交わり、彼の子供を産んだ。
この主題は社会的禁忌に正当性を与えるものであったため、17世紀のヨーロッパでは人気のあるものであった。画家たちは、官能的な場面を描くためにこの主題を口実として用いた。しかし、ジェンティレスキの『ロトとその娘たち』には裸体表現も触覚的な官能性も欠如しており、画家の意図がそうしたものとは異なっていたことを示唆する。
なお、J・ポール・ゲティ美術館とベルリン絵画館にあるヴァージョンの画面下部左端にはワインの壺が描かれているが、カナダ国立美術館のヴァージョンには描かれていない。

## 歴史
J・ポール・ゲティ美術館のヴァージョン：1621年に貴族のジョヴァンニ・アントニオ・サウリ (Giovanni Antoni Sauli) により彼のジェノヴァの宮殿のために対作品の『ダナエ』 (J・ポール・ゲティ美術館) 、および『悔悛するマグダラのマリア』 (個人蔵) とともに委嘱された。その後、いく人かの所有者を経て、1998年にJ・ポール・ゲティ美術館が購入した。
カナダ国立美術館のヴァージョン：1622年にサヴォイア公カルロ・エマヌエーレ1世の庇護を受けようとして、サヴォイア公への贈り物として制作された。1965年にカナダ国立美術館が購入した。

## ギャラリー

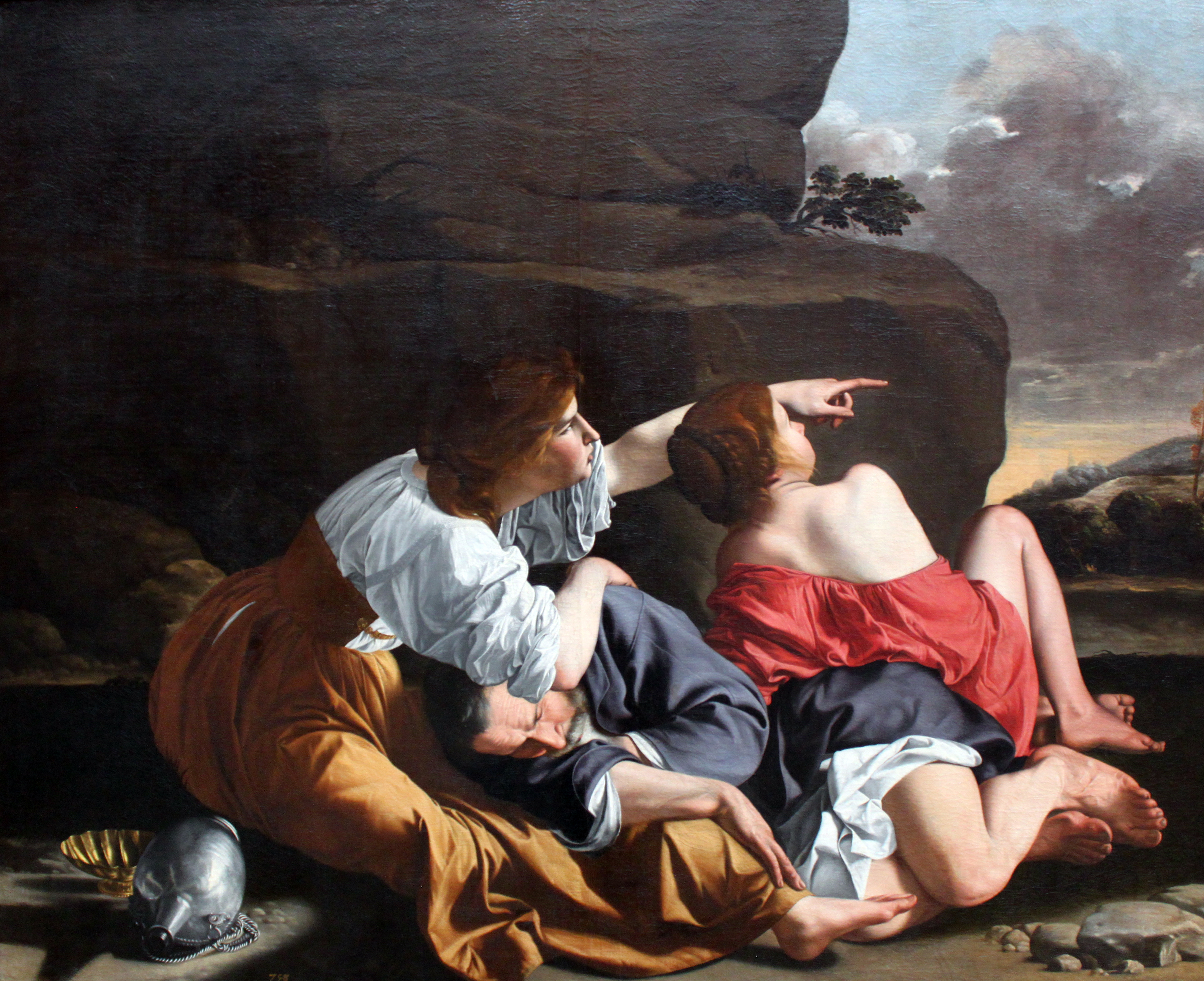
オラツィオ・ジェンティレスキ『ロトとその娘たち』、1622年、絵画館 (ベルリン)
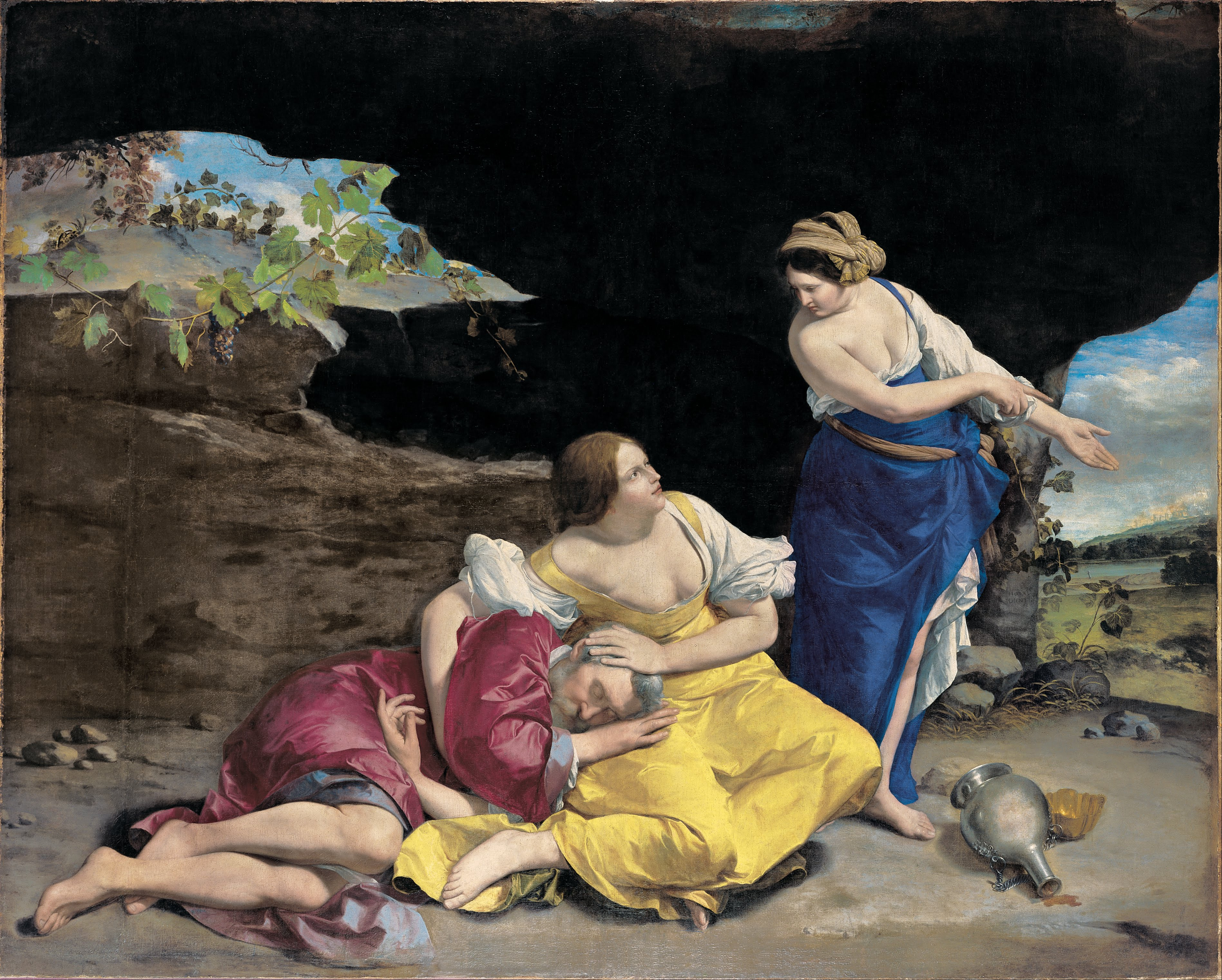
オラツィオ・ジェンティレスキ『ロトとその娘たち』、1628年、ビルバオ美術館
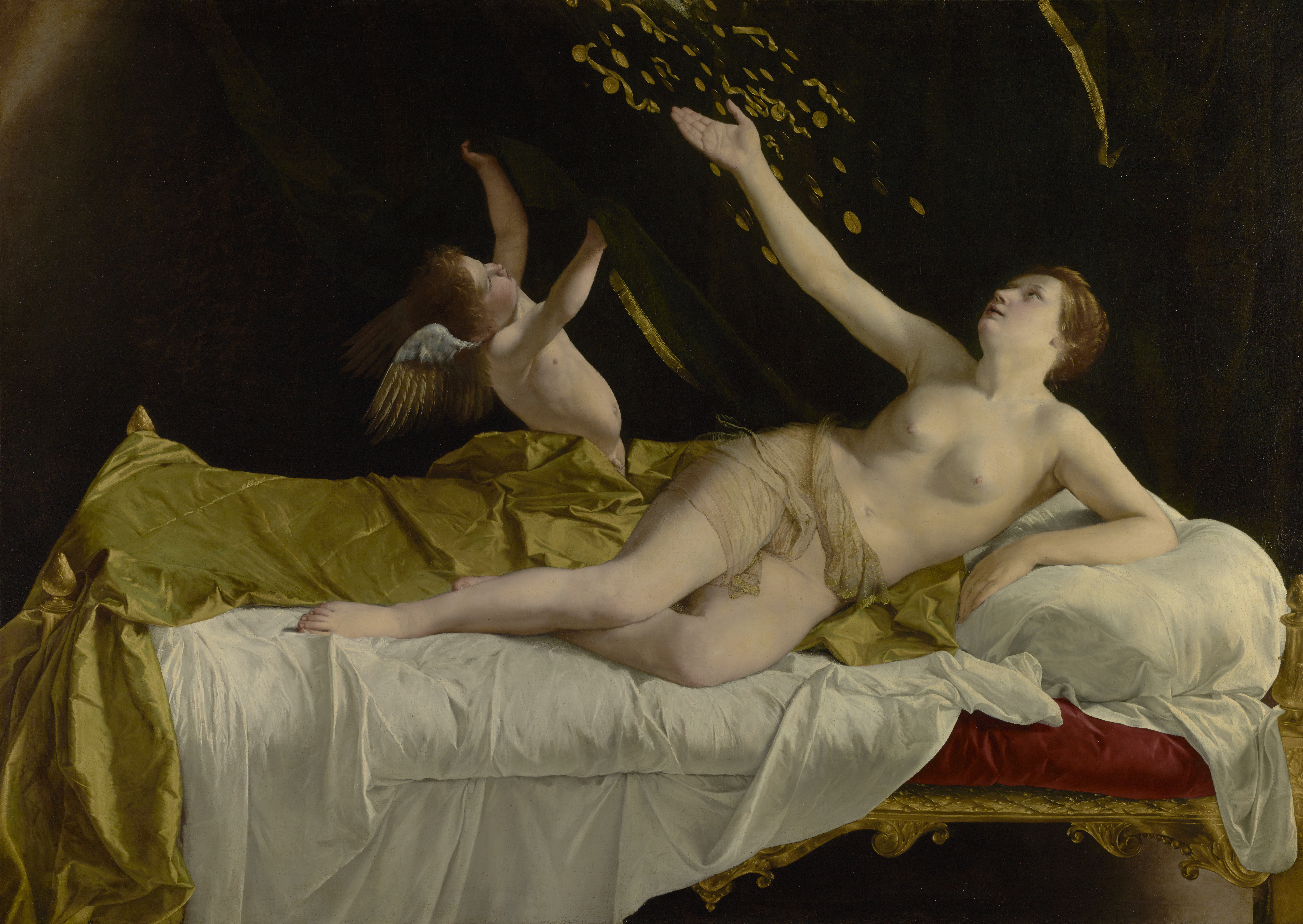
オラツィオ・ジェンティレスキ『ダナエ』、1622年、J・ポール・ゲティ美術館、ロサンゼルス